# Musa Barrow
Musa Barrow (Banjul, 14 novembre 1998) è un calciatore gambiano, attaccante dell'Al-Taawoun e della nazionale gambiana.

## Biografia
Viene soprannominato "Il gabbiano" a causa di un equivoco avvenuto su Premium Sport nel post partita di Atalanta-Inter, in cui i giornalisti pensarono fosse il suo soprannome, confondendolo invece con la sua nazionalità.

## Caratteristiche tecniche
Ala offensiva molto rapida e veloce, dal fisico longilineo, in possesso di una buona tecnica, può ricoprire anche il ruolo di centravanti. La sua velocità lo rende pericoloso negli spazi aperti e anche nell'attaccare la profondità.

## Carriera

### Club

#### Atalanta
Arrivato in Italia nell'estate del 2016, ha potuto esordire con la formazione Primavera dell'Atalanta solo nel successivo mese di febbraio, mettendosi subito in mostra come uno dei migliori giocatori del vivaio del club bergamasco. Il 30 gennaio 2018 debutta tra i professionisti in occasione del match di Coppa Italia perso per 0-1 contro la Juventus; la prima presenza in campionato è invece avvenuta il 10 febbraio seguente, nel pareggio esterno per 1-1 contro il Crotone. Il 18 aprile, nella partita contro il Benevento, ha segnato il suo primo gol in carriera tra i professionisti (oltre che in Serie A).
Il 26 luglio 2018 gioca da titolare nella partita casalinga pareggiata per 2-2 contro i bosniaci del Sarajevo, valevole per il secondo turno preliminare di Europa League: si tratta del suo esordio assoluto nelle competizioni UEFA per club. Il 2 agosto 2018, nella partita di ritorno contro il Sarajevo realizza una tripletta: si tratta della sua prima tripletta da professionista (oltre che, più in generale, della sua prima partita da professionista e nelle competizioni UEFA per club con marcature multiple). Tuttavia nella sua seconda stagione gioca meno a causa dell'ottimo rendimento di Duvan Zapata, Josip Iličić e Alejandro Gómez, segnando solo una rete in campionato contro il Genoa.
Viene inizialmente riconfermato anche per la stagione 2019-2020, nella quale il 18 settembre 2019 esordisce tra l'altro in Champions League, subentrando nei minuti finali della sfida della prima giornata della fase a gironi persa per 4-0 sul campo della Dinamo Zagabria; rimane in squadra fino alla sessione invernale del calciomercato, totalizzando ulteriori 7 presenze (tutte in campionato), delle quali solo una da titolare, la sconfitta casalinga per 3-1 contro la Juventus del 23 novembre 2019, nella quale sbaglia anche un calcio di rigore.

#### Bologna
Il 17 gennaio 2020 viene ceduto in prestito con obbligo di riscatto al Bologna per 13 milioni di euro più eventuali bonus. Il 19 gennaio esordisce con la nuova maglia subentrando a Nicola Sansone al 63' di Bologna-Verona (1-1); il 25 gennaio, nella partita contro la SPAL, segna il suo primo gol con il Bologna; il successivo 7 febbraio realizza la sua prima doppietta in Serie A, contro la Roma all'Olimpico: le sue 2 reti consentono ai felsinei di imporsi per 3-2. A fine stagione, nonostante sia arrivato solo a gennaio, viene votato dai tifosi quale miglior giocatore rossoblù della stagione, vincendo il "Premio 1000 Cuori Rossoblu".
Il 2 luglio 2021 il club rossoblù esercita l'opzione di riscatto per un totale di circa 12 milioni di euro più bonus.
La stagione 2021-2022 è piena di alti e bassi per Barrow, trovando il primo gol stagionale contro l'Empoli, il 26 settembre 2021, partita poi finita 4-2 a favore dei toscani.
Nell'arco delle tre stagioni e mezza di permanenza nel club emiliano totalizza complessivamente 127 presenze e 27 reti fra tutte le competizioni ufficiali.

#### Al-Taawoun
Il 4 settembre 2023 viene acquistato a titolo definitivo dai sauditi dall'Al-Taawoun, per la cifra di 8 milioni di euro.

### Nazionale
Il 1º giugno 2018 esordisce con la nazionale Under-23 del Gambia, giocando da titolare nella sfida vinta per 1-0 contro i pari età del Marocco, nella quale realizza la rete della vittoria.
L'8 settembre 2018 esordisce in nazionale maggiore nella partita contro l'Algeria valida per le qualificazioni alla Coppa d'Africa 2019, subentrando al 66º minuto ad Assan Ceesay. Il 12 giugno 2019 sigla la sua prima rete con il Gambia nella vittoria per 1-0 in amichevole contro il Marocco. È stato convocato per la Coppa delle nazioni africane 2021, dove ha segnato ben due reti.

## Statistiche

### Presenze e reti nei club
Statistiche aggiornate al 4 giugno 2025.
| Stagione          | Squadra           | Campionato        | Campionato | Campionato | Coppe nazionali | Coppe nazionali | Coppe nazionali | Coppe continentali | Coppe continentali | Coppe continentali | Altre coppe | Altre coppe | Altre coppe | Totale | Totale |
| Stagione          | Squadra           | Comp              | Pres       | Reti       | Comp            | Pres            | Reti            | Comp               | Pres               | Reti               | Comp        | Pres        | Reti        | Pres   | Reti   |
| ----------------- | ----------------- | ----------------- | ---------- | ---------- | --------------- | --------------- | --------------- | ------------------ | ------------------ | ------------------ | ----------- | ----------- | ----------- | ------ | ------ |
| 2017-2018         | Atalanta          | A                 | 12         | 3          | CI              | 2               | 0               | UEL                | -                  | -                  | -           | -           | -           | 14     | 3      |
| 2018-2019         | Atalanta          | A                 | 22         | 1          | CI              | 2               | 0               | UEL                | 6                  | 4                  | -           | -           | -           | 30     | 5      |
| 2019-gen. 2020    | Atalanta          | A                 | 7          | 0          | CI              | 0               | 0               | UCL                | 1                  | 0                  | -           | -           | -           | 8      | 0      |
| Totale Atalanta   | Totale Atalanta   | Totale Atalanta   | 41         | 4          |                 | 4               | 0               |                    | 7                  | 4                  |             | -           | -           | 52     | 8      |
| gen.-giu. 2020    | Bologna           | A                 | 18         | 9          | CI              | -               | -               | -                  | -                  | -                  | -           | -           | -           | 18     | 9      |
| 2020-2021         | Bologna           | A                 | 38         | 8          | CI              | 2               | 1               | -                  | -                  | -                  | -           | -           | -           | 40     | 9      |
| 2021-2022         | Bologna           | A                 | 34         | 6          | CI              | 1               | 0               | -                  | -                  | -                  | -           | -           | -           | 35     | 6      |
| 2022-2023         | Bologna           | A                 | 32         | 3          | CI              | 3               | 0               | -                  | -                  | -                  | -           | -           | -           | 35     | 3      |
| Totale Bologna    | Totale Bologna    | Totale Bologna    | 121        | 26         |                 | 6               | 1               |                    | -                  | -                  |             | -           | -           | 127    | 27     |
| 2023-2024         | Al-Taawoun        | SPL               | 21         | 6          | KC              | 3               | 1               | -                  | -                  | -                  | -           | -           | -           | 24     | 7      |
| 2024-2025         | Al-Taawoun        | SPL               | 33         | 13         | KC              | 3               | 0               | ACL2               | 7                  | 4                  | SS          | 1           | 0           | 44     | 17     |
| Totale Al Taawoun | Totale Al Taawoun | Totale Al Taawoun | 54         | 19         |                 | 6               | 1               |                    | 7                  | 4                  |             | 1           | 0           | 68     | 24     |
| Totale carriera   | Totale carriera   | Totale carriera   | 216        | 49         |                 | 16              | 2               |                    | 14                 | 7                  |             | 1           | 0           | 247    | 59     |

### Cronologia presenze e reti in nazionale
| Cronologia completa delle presenze e delle reti in nazionale ― Gambia | Cronologia completa delle presenze e delle reti in nazionale ― Gambia | Cronologia completa delle presenze e delle reti in nazionale ― Gambia | Cronologia completa delle presenze e delle reti in nazionale ― Gambia | Cronologia completa delle presenze e delle reti in nazionale ― Gambia | Cronologia completa delle presenze e delle reti in nazionale ― Gambia | Cronologia completa delle presenze e delle reti in nazionale ― Gambia | Cronologia completa delle presenze e delle reti in nazionale ― Gambia |
| Data                                                                  | Città                                                                 | In casa                                                               | Risultato                                                             | Ospiti                                                                | Competizione                                                          | Reti                                                                  | Note                                                                  |
| --------------------------------------------------------------------- | --------------------------------------------------------------------- | --------------------------------------------------------------------- | --------------------------------------------------------------------- | --------------------------------------------------------------------- | --------------------------------------------------------------------- | --------------------------------------------------------------------- | --------------------------------------------------------------------- |
| 8-9-2018                                                              | Bakau                                                                 | Gambia                                                                | 1 – 1                                                                 | Algeria                                                               | Qual. Coppa d'Africa 2019                                             | -                                                                     | 66’                                                                   |
| 12-10-2018                                                            | Lomé                                                                  | Togo                                                                  | 1 – 1                                                                 | Gambia                                                                | Qual. Coppa d'Africa 2019                                             | -                                                                     | 66’                                                                   |
| 16-10-2018                                                            | Bakau                                                                 | Gambia                                                                | 0 – 1                                                                 | Togo                                                                  | Qual. Coppa d'Africa 2019                                             | -                                                                     |                                                                       |
| 22-3-2019                                                             | Blida                                                                 | Algeria                                                               | 1 – 1                                                                 | Gambia                                                                | Qual. Coppa d'Africa 2019                                             | -                                                                     | 64’                                                                   |
| 12-6-2019                                                             | Marrakech                                                             | Marocco                                                               | 0 – 1                                                                 | Gambia                                                                | Amichevole                                                            | 1                                                                     | 68’                                                                   |
| 6-9-2019                                                              | Bakau                                                                 | Gambia                                                                | 0 – 1                                                                 | Angola                                                                | Qual. Mondiali 2022                                                   | -                                                                     |                                                                       |
| 9-10-2019                                                             | Gibuti                                                                | Gibuti                                                                | 1 – 1                                                                 | Gambia                                                                | Qual. Coppa d'Africa 2021                                             | -                                                                     | 46’                                                                   |
| 13-10-2019                                                            | Bakau                                                                 | Gambia                                                                | 1 – 1 dts (3 – 2 dtr)                                                 | Gibuti                                                                | Qual. Coppa d'Africa 2021                                             | -                                                                     | 85’                                                                   |
| 17-11-2019                                                            | Bakau                                                                 | Gambia                                                                | 2 – 2                                                                 | RD del Congo                                                          | Qual. Coppa d'Africa 2021                                             | -                                                                     | 72’                                                                   |
| 12-11-2020                                                            | Franceville                                                           | Gabon                                                                 | 2 – 1                                                                 | Gambia                                                                | Qual. Coppa d'Africa 2021                                             | -                                                                     |                                                                       |
| 16-11-2020                                                            | Bakau                                                                 | Gambia                                                                | 2 – 1                                                                 | Gabon                                                                 | Qual. Coppa d'Africa 2021                                             | 1                                                                     | 89’                                                                   |
| 25-3-2021                                                             | Bakau                                                                 | Gambia                                                                | 1 – 0                                                                 | Angola                                                                | Qual. Coppa d'Africa 2021                                             | -                                                                     | 81’                                                                   |
| 29-3-2021                                                             | Kinshasa                                                              | RD del Congo                                                          | 1 – 0                                                                 | Gambia                                                                | Qual. Coppa d'Africa 2021                                             | -                                                                     | 61’                                                                   |
| 5-6-2021                                                              | Manavgat                                                              | Gambia                                                                | 2 – 0                                                                 | Niger                                                                 | Amichevole                                                            | -                                                                     | 89’                                                                   |
| 8-6-2021                                                              | Manavgat                                                              | Gambia                                                                | 1 – 0                                                                 | Togo                                                                  | Amichevole                                                            | -                                                                     | 59’                                                                   |
| 11-6-2021                                                             | Manavgat                                                              | Kosovo                                                                | 1 – 0                                                                 | Gambia                                                                | Amichevole                                                            | -                                                                     |                                                                       |
| 9-10-2021                                                             | El Jadida                                                             | Gambia                                                                | 1 – 2                                                                 | Sierra Leone                                                          | Amichevole                                                            | -                                                                     | 62’                                                                   |
| 16-11-2021                                                            | Abu Dhabi                                                             | Nuova Zelanda                                                         | 2 – 0                                                                 | Gambia                                                                | Amichevole                                                            | -                                                                     |                                                                       |
| 12-1-2022                                                             | Limbe                                                                 | Mauritania                                                            | 0 – 1                                                                 | Gambia                                                                | Coppa d'Africa 2021 - 1º turno                                        | -                                                                     |                                                                       |
| 16-1-2022                                                             | Limbe                                                                 | Gambia                                                                | 1 – 1                                                                 | Mali                                                                  | Coppa d'Africa 2021 - 1º turno                                        | 1                                                                     |                                                                       |
| 20-1-2022                                                             | Limbe                                                                 | Gambia                                                                | 1 – 0                                                                 | Tunisia                                                               | Coppa d'Africa 2021 - 1º turno                                        | -                                                                     |                                                                       |
| 24-1-2022                                                             | Bafoussam                                                             | Guinea                                                                | 0 – 1                                                                 | Gambia                                                                | Coppa d'Africa 2021 - Ottavi di finale                                | 1                                                                     |                                                                       |
| 29-1-2022                                                             | Douala                                                                | Gambia                                                                | 0 – 2                                                                 | Camerun                                                               | Coppa d'Africa 2021 - Quarti di finale                                | -                                                                     |                                                                       |
| 23-3-2022                                                             | Yaoundé                                                               | Ciad                                                                  | 0 – 1                                                                 | Gambia                                                                | Qual. Coppa d'Africa 2023                                             | -                                                                     |                                                                       |
| 29-3-2022                                                             | Agadir                                                                | Gambia                                                                | 2 – 2                                                                 | Ciad                                                                  | Qual. Coppa d'Africa 2023                                             | -                                                                     |                                                                       |
| 29-5-2022                                                             | Dubai                                                                 | Emirati Arabi Uniti                                                   | 1 – 1                                                                 | Gambia                                                                | Amichevole                                                            | 1                                                                     |                                                                       |
| 4-6-2022                                                              | Thiès                                                                 | Gambia                                                                | 1 – 0                                                                 | Sudan del Sud                                                         | Qual. Coppa d'Africa 2023                                             | -                                                                     |                                                                       |
| 8-6-2022                                                              | Brazzaville                                                           | Rep. del Congo                                                        | 1 – 0                                                                 | Gambia                                                                | Qual. Coppa d'Africa 2023                                             | -                                                                     |                                                                       |
| 20-11-2022                                                            | Aksu                                                                  | Gambia                                                                | 0 – 0                                                                 | Guinea-Bissau                                                         | Amichevole                                                            | -                                                                     |                                                                       |
| 24-3-2023                                                             | Bamako                                                                | Mali                                                                  | 2 – 0                                                                 | Gambia                                                                | Qual. Coppa d'Africa 2023                                             | -                                                                     |                                                                       |
| 28-3-2023                                                             | Casablanca                                                            | Gambia                                                                | 1 – 0                                                                 | Mali                                                                  | Qual. Coppa d'Africa 2023                                             | -                                                                     |                                                                       |
| 14-6-2023                                                             | Ismailia                                                              | Sudan del Sud                                                         | 2 – 3                                                                 | Gambia                                                                | Qual. Coppa d'Africa 2023                                             | -                                                                     |                                                                       |
| 10-9-2023                                                             | Marrakech                                                             | Gambia                                                                | 2 – 2                                                                 | Rep. del Congo                                                        | Qual. Coppa d'Africa 2023                                             | -                                                                     |                                                                       |
| 16-11-2023                                                            | Dar es Salaam                                                         | Burundi                                                               | 3 – 2                                                                 | Gambia                                                                | Qual. Mondiali 2026                                                   | 1                                                                     |                                                                       |
| 20-11-2023                                                            | Dar es Salaam                                                         | Gambia                                                                | 0 – 2                                                                 | Costa d'Avorio                                                        | Qual. Mondiali 2026                                                   | -                                                                     | 90+2’                                                                 |
| 15-1-2024                                                             | Yamoussoukro                                                          | Senegal                                                               | 3 – 0                                                                 | Gambia                                                                | Coppa d'Africa 2023 - 1º turno                                        | -                                                                     |                                                                       |
| 19-1-2024                                                             | Yamoussoukro                                                          | Guinea                                                                | 1 – 0                                                                 | Gambia                                                                | Coppa d'Africa 2023 - 1º turno                                        | -                                                                     | 10’                                                                   |
| 23-1-2024                                                             | Bouaké                                                                | Gambia                                                                | 2 – 3                                                                 | Camerun                                                               | Coppa d'Africa 2023 - 1º turno                                        | -                                                                     |                                                                       |
| 8-6-2024                                                              | Berkane                                                               | Gambia                                                                | 5 – 1                                                                 | Seychelles                                                            | Qual. Mondiali 2026                                                   | 1                                                                     | 79’                                                                   |
| 11-6-2024                                                             | Libreville                                                            | Gabon                                                                 | 3 – 2                                                                 | Gambia                                                                | Qual. Mondiali 2026                                                   | -                                                                     | 87’                                                                   |
| 4-9-2024                                                              | Iconi                                                                 | Comore                                                                | 1 – 1                                                                 | Gambia                                                                | Qual. Coppa d'Africa 2025                                             | 1                                                                     | Cap.                                                                  |
| 8-9-2024                                                              | Bakau                                                                 | Gambia                                                                | 1 – 2                                                                 | Tunisia                                                               | Qual. Coppa d'Africa 2025                                             | -                                                                     | 90’                                                                   |
| 11-10-2024                                                            | Antananarivo                                                          | Madagascar                                                            | 1 – 1                                                                 | Gambia                                                                | Qual. Coppa d'Africa 2025                                             | -                                                                     | 71’                                                                   |
| 14-10-2024                                                            | El Jadida                                                             | Gambia                                                                | 1 – 0                                                                 | Madagascar                                                            | Qual. Coppa d'Africa 2025                                             | 1                                                                     |                                                                       |
| 15-11-2024                                                            | Berkane                                                               | Gambia                                                                | 1 – 2                                                                 | Comore                                                                | Qual. Coppa d'Africa 2025                                             | -                                                                     |                                                                       |
| 18-11-2024                                                            | Radès                                                                 | Tunisia                                                               | 0 – 1                                                                 | Gambia                                                                | Qual. Coppa d'Africa 2025                                             | -                                                                     | 78’                                                                   |
| 20-3-2025                                                             | Abidjan                                                               | Gambia                                                                | 3 – 3                                                                 | Kenya                                                                 | Qual. Mondiali 2026                                                   | 2                                                                     |                                                                       |
| 24-3-2025                                                             | Abidjan                                                               | Costa d'Avorio                                                        | 1 – 0                                                                 | Gambia                                                                | Qual. Mondiali 2026                                                   | -                                                                     |                                                                       |
| Totale                                                                |                                                                       | Presenze                                                              | 47                                                                    |                                                                       | Reti                                                                  | 11                                                                    |                                                                       |